# Tergolape

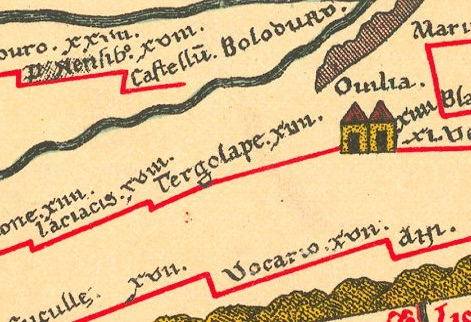
Tergolape in der Tabula Peutingeriana

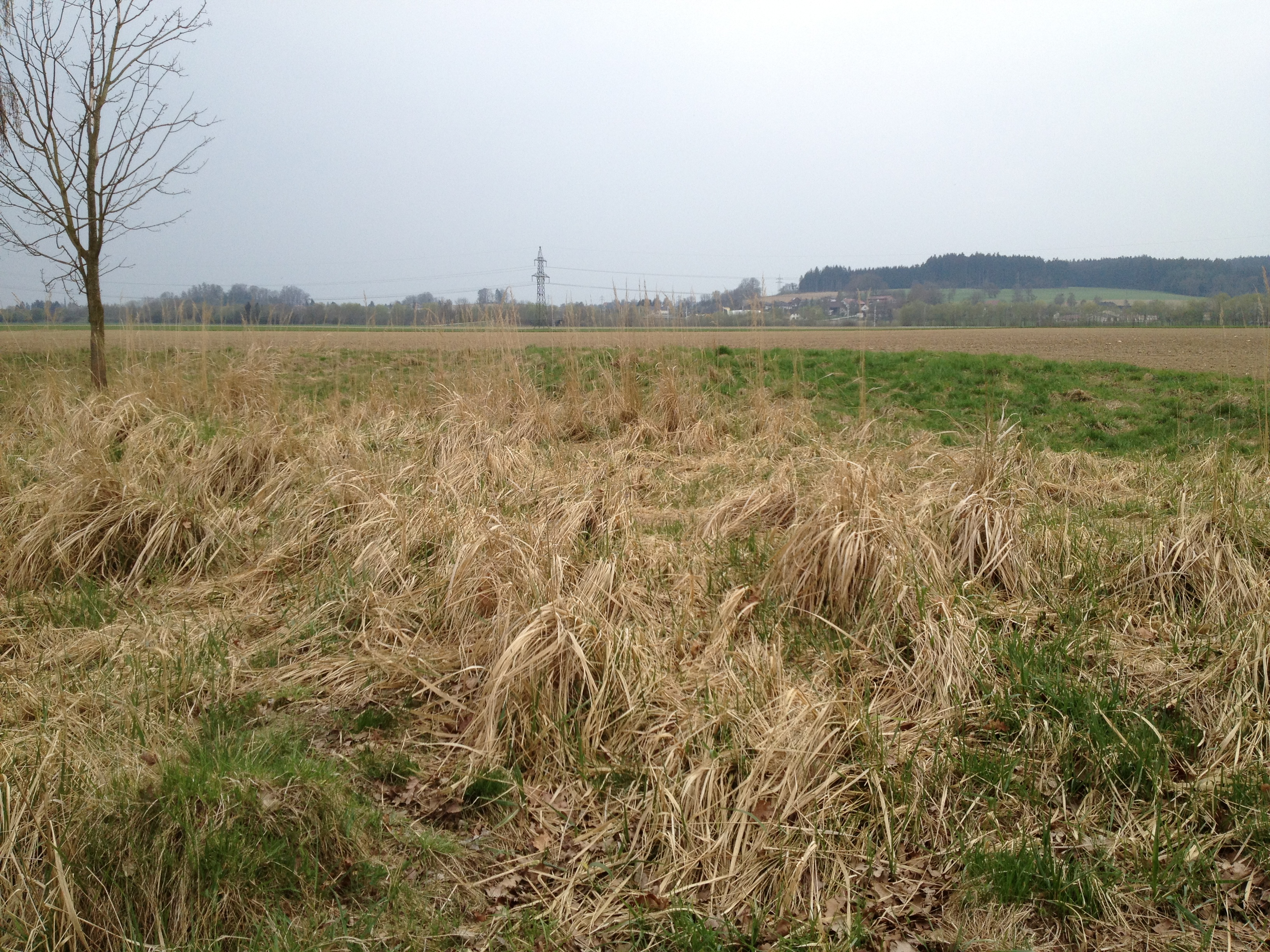
Tergolape in Breitenschützing/Schlatt Richtung Westen mit Blick auf den Römerberg im April 2012

Der Ort Tergolape war eine römische Mansio in der Provinz Noricum ripense. Sie lag laut der Tabula peutingeriana an der Straße zwischen Ovilava (Wels) und Iuvavum (Salzburg). Man nimmt einen Standort im Umfeld des heutigen Breitenschützing/Schlatt und/oder Schwanenstadt an. Archäologisch konnte Tergolape bislang noch nicht eindeutig nachgewiesen werden.

## Name
Eckehard Bamberger führt den Namen tergo-l-ape auf illyrisch terg oder targu („Markt“) und ape, was dem lateinischen aqua („Wasser“) entsprechen soll, zurück. Das Infix -l- dient dabei als Verkleinerungsform für tergo. „Tergolape“ hieße also so viel wie „Kleiner Markt am Wasser“.

## Ausgrabungen

### Breitenschützing/Schlatt

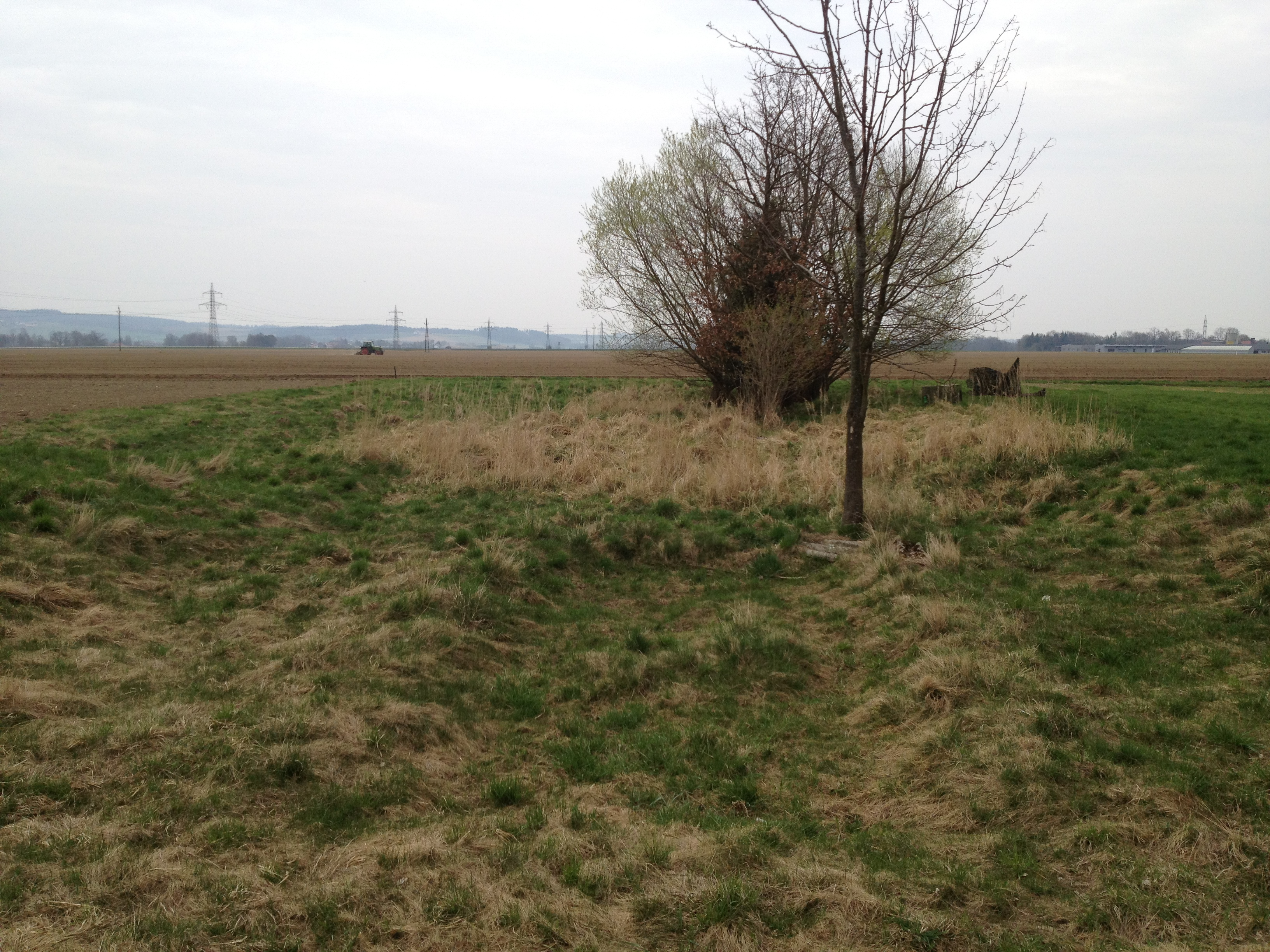
Überwucherte Ausgrabungsstätte in Breitenschützing/Schlatt Richtung Osten im April 2012

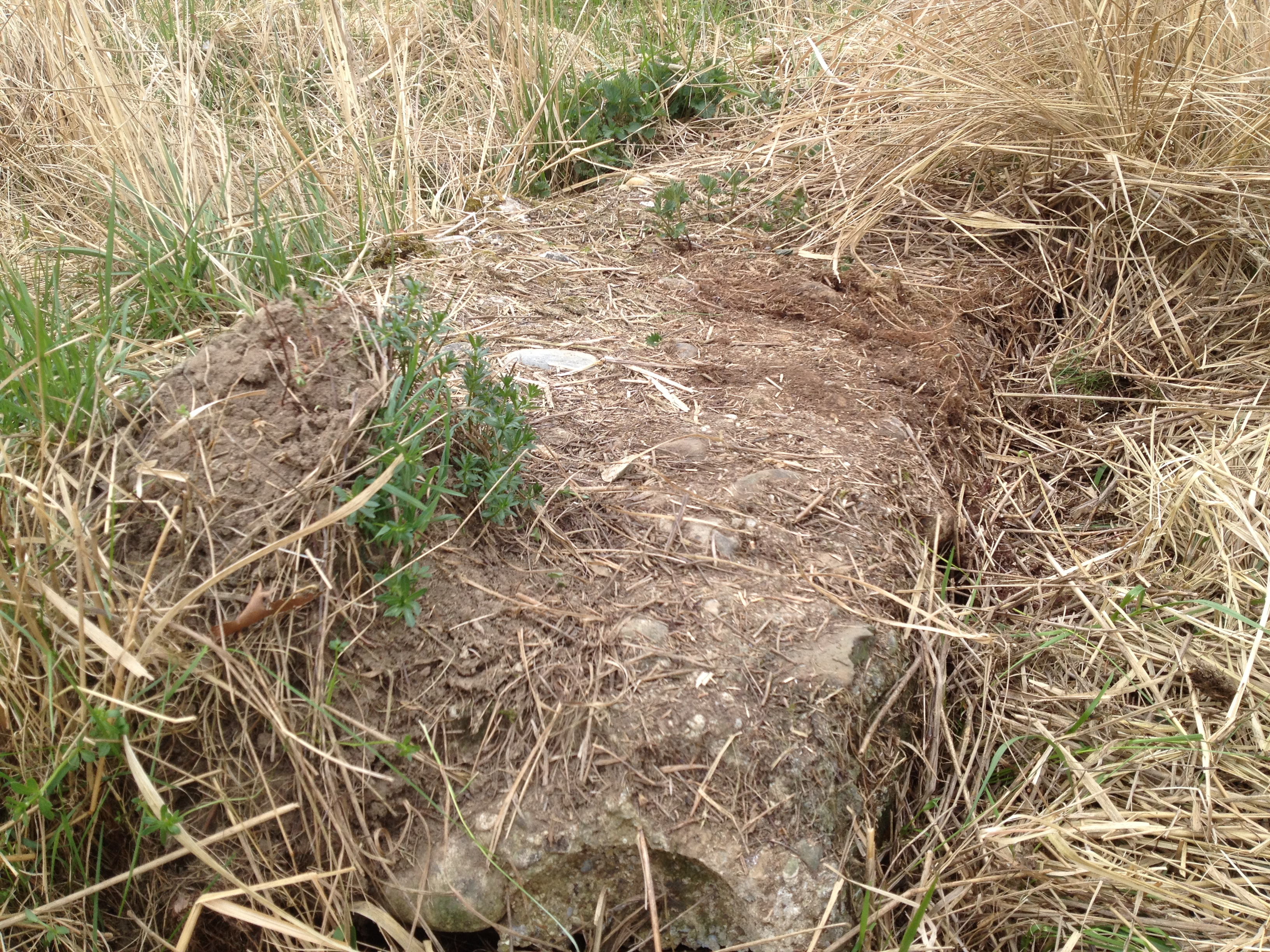
Mauerrest in Breitenschützing/Schlatt im April 2012

Koordinaten: 48° 4′ 20″ N, 13° 48′ 6″ O
Eine Anlage ähnlicher Art wie in der Gemeinde Schlatt (Oberösterreich) konnte in Österreich noch nicht festgestellt werden.
Die Ausgrabungen erstreckten sich von 1953 bis 1963 und somit über einen Zeitraum von zehn Jahren. Der Welser Archäologe Gilbert Trathnigg konnte bereits 1954 den Kern der mansio feststellen. Damals standen ihm 20 Mann zur Verfügung, die über einen Zeitraum von 14 Tagen rund 1000 m an Suchgräben zogen. Das Grabungsgebiet und auch das Mauerwerk war durch landwirtschaftliche Maschinen arg in Mitleidenschaft gezogen. Doch die vorhandenen Baureste kamen klar zum Ausdruck.
Bis 1957 wurden 38 Gebäudereste von unterschiedlicher Größe freigelegt. Sie dienten als Scheunen und Depots oder waren Wohnhäuser. Eine ehemalige Schmiedewerkstätte und eine Gießerei wurden ebenfalls freigelegt. Zusätzlich fand man 13 Gräber mit zum Teil gut erhaltenen Skeletten. Außerhalb der Grenzmauern konnten weitere zahlreiche Hausfundamente angeschnitten werden.
Sehr erschwert wurden die Grabungsarbeiten durch räumliche und tiefenmäßige Beschränkungen, die sich der Grundbesitzer ausbedungen hatte.
In drei Grabungskampagnen 1976, 1977 und 1979 wurden unter Grabungsleitung von Manfred Pertlwieser und Vlasta Tovornik die letzten 17 bisher geborgenen Bestattungen ausgegraben.

### Schwanenstadt

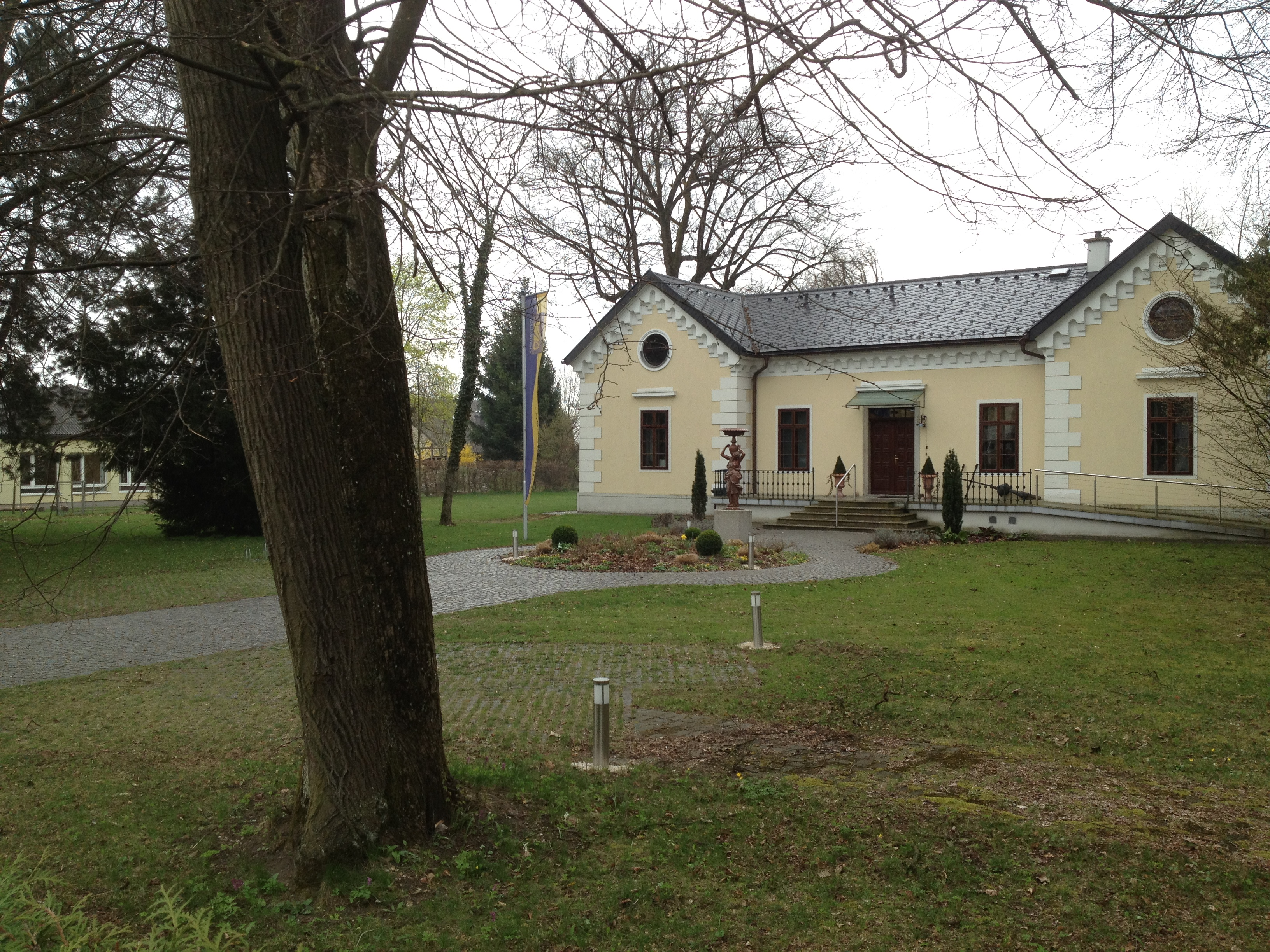
Ehemaliges Grabungsfeld im Garten des Heimathauses Schwanenstadt im April 2012

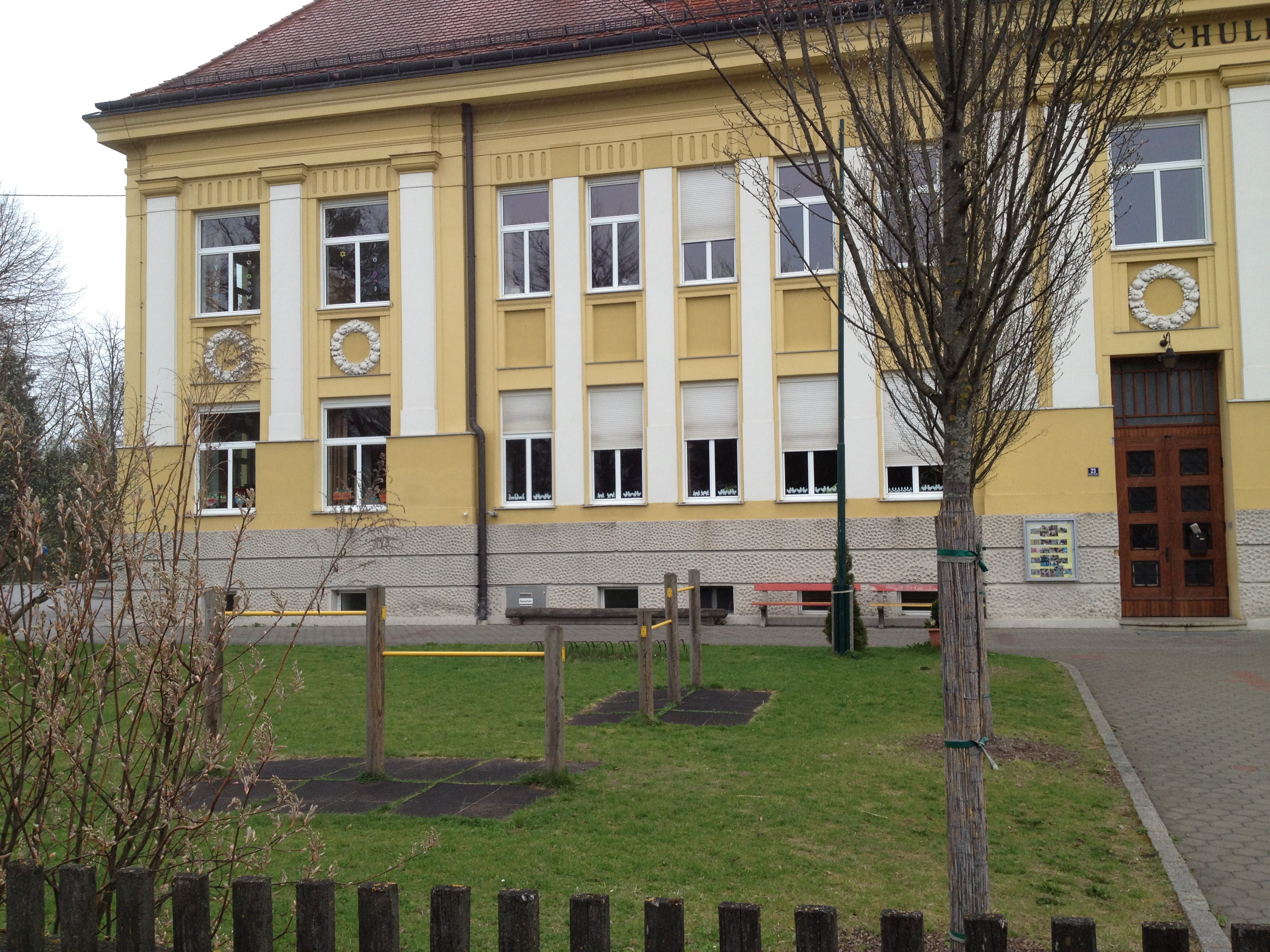
Ehemaliges Grabungsfeld im Garten der Volksschule Schwanenstadt im April 2012

Koordinaten: 48° 3′ 26″ N, 13° 46′ 44″ O
Seit 1882 wurden bei Grabungen, die durch Fundierungsarbeiten auf diesem Gelände getätigt wurden, Skelettfunde mit Grabbeigaben gemacht, die eine frühmittelalterliche Nekropole vermuten ließen. Als im Frühjahr 1951 abermals Gräber angetroffen wurden, unternahm das Oberösterreichische Landesmuseum eine Notbergung.
1978/79 wurden erstmals planmäßige Grabungen am Osteingang der Stadt Schwanenstadt durchgeführt. Vlasta Tovornik vom Landesmuseum wurde mit der Grabung beauftragt. Sie schreibt in ihrem Buch Das bajuwarische Gräberfeld von Schwanenstadt: „Der Gräberbelag zieht sich am nordöstlichen Ortseingang in eher geringer Breite beidseitig entlang der heutigen Bundesstraße, die sich mit der einstigen Römerstraße Laureacum Ovilava Juvavum deckt.“ Im ersten Grabungsjahr konnten im Volksschulvorgarten 36 Gräber freigelegt werden, im Jahr darauf an der Südseite, im Garten der Pausinger Villa, 54 Bestattungen erfasst werden. Als Beigaben in den Frauengräbern treten hauptsächlich Halsperlenketten auf, bei den Männern kommt gewöhnlich ein Messer oder eine Gürtelschnalle, seltener ein Kamm vor. Viele dieser wertvollen Funde sind im Heimathaus in Schwanenstadt ausgestellt.
1996 konnte auch der Vorgarten des Hauses Linzerstraße 17 untersucht werden, wobei weitere 18 Körperbestattungen freigelegt wurden. In der Mehrzahl waren es W – O orientierte bajuwarische Gräber. Auch hier konnten römische Gebäudefundamente, dichte Lagen römischer Keramik und Kleinfunde wie im Schulgarten, wo sich nach Ausweis der gefundenen Schmiedeschlacken vermutlich auch eine römische Schmiede befand, festgestellt werden.
Zusammenfassend zu den Schwanenstädter Ausgrabungen: Das baiuwarische Reihengräberfeld wurde etappenweise – ab 1882 bis 1996, im Wesentlichen in den Jahren 1978 bis 1979 – beidseitig der durch Schwanenstadt führenden Linzerstraße auf nicht zusammenhängenden Grabungsflächen und nicht vollständig aufgedeckt. Die zugehörige zeitgleiche Ansiedlung befand sich eventuell unter der am linken Ufer der Ager gelegenen Altstadt von Schwanenstadt. Das ist allerdings archäologisch nicht nachgewiesen. Im Areal der Nekropole traf man auf urnenfelderzeitliche Siedlungs- und Grabreste, zahlreiche römerzeitliche Kleinfunde, aber auch von den Grabanlagen gestörte Kulturschichten und Gebäudereste.

### Funde
Die Funde aus den Grabungen befinden sich im Heimatmuseum Schwanenstadt, im Stadtmuseum Wels und im Landesmuseum in Linz.

## Lage
Die Meinungen über die Lage gingen schon seit jeher dermaßen auseinander, dass für die Station Tergolape ein Gebiet von Lambach bis Vöcklabruck in Frage kam.
Die in antiken Quellen überlieferte mansio Tergolape an der Verbindungsstraße Lauriacum – Ovilava – Iuvavum ist mit hoher Wahrscheinlichkeit mit Schwanenstadt-Schlatt gleichzusetzen.
Die Lage des antiken Tergolape wurde von verschiedenen Forschern schon öfter unterschiedlich interpretiert und bestimmt, eine Einhelligkeit in dieser Frage wurde bis heute nicht erreicht. Alfred Mück schreibt dazu: „Ich will anhand der alten Quellen und aufgrund der Bodenfunde versuchen, Tergolape endlich zu fixieren. Einige Forscher suchten Tergolape in Lambach. (Muchar, Reichard, Pichler, Miller, Smith u. a.) in oder bei Schwanenstadt (Jordan, Scheib, Holder u. a.) Schiffmann in Oberndorf bei Schwanenstadt, manche sogar in Vöcklabruck oder Schöndorf. Mommsen schreibt: ‚Tergolape ungefähr in Schwanenstadt‘. Aus der Verschiedenheit der Auffassungen ergibt sich die Notwendigkeit einer Lösung dieser Frage.“

### Tergolape in Breitenschützing/Schlatt?
Römische Ruinen in Breitenschützing wurden der Station Tergolape zugeordnet. Durch das Gebiet führte die Reichsstraße von Iuvavum nach Ovilavis, die etwa den Verlauf der heutigen Bundesstraße 1 hatte. In antiken Quellen wird für Tergolape eine Entfernung von 14 Meilen (20,75 km) von Ovilavis genannt.
Als einer der ersten vertrat Altstraßenforscher Herbert Jandaurek die Meinung, dass die Station im Raum Schwanenstadt-Breitenschützing anzusetzen sei. Autor Anton Bamberger stimmt mit dieser Annahme vollständig überein. Bamberger, als Initiator der Ausgrabungen, hatte Pläne, Tergolape in ein Freilichtmuseum zu verwandeln.
Die Umfassungsmauer der zwischen 1953 und 1956 ergrabenen villa rustica in Breitenschützing/Schlatt umgibt eine trapezförmige Fläche, deren bekannte Mauern 140, 104 und 146 m lang sind. Mehrere Gebäudestrukturen konnten ergraben werden, darunter ein Hauptgebäude mit Seitenapsiden. Ein Holzbau wird aufgrund von Schlackenfunden als Schmiede bestimmt. Ein Brennofen wurde freigelegt. Die Bebauung weist mehrere Bauphasen auf.
In das Hauptgebäude wurden drei Körperbestattungen gesetzt; nachrömische Gräber wurden ebenfalls zwischen den Mauern von zwei Gebäuden geborgen.
Neben der Interpretation des Befundes als villa rustica gibt es die Vermutung, dass es sich um die Straßenstation Tergolape handeln könnte.
Die Mauerreste in Breitenschützing wurden aufgrund der Entfernung zu Ovilave als Straßenstation Tergolape angesehen, die in der Tabula Peutingeriana aufscheint. Jüngere Forschung sieht jedoch diese in Schwanenstadt. So könnten die Gebäudestrukturen in Breitenschützing als villa rustica gesehen werden. In Oberharrern wurde ein Schutthorizont angeschnitten.
Der Befund zur Grabung in Breitenschützing lautete 1955: „Es ist nicht so, dass wir einen Inschriftenfund der nur zu einer Poststation passen würde nachweisen konnten.“
In einem 2009 verfassten Beitrag schreibt Josef Stern unter dem Titel Wo liegt Tergolape: „Dem Versuch, in der Ausgrabungsstätte von Breitenschützing lediglich das Areal einer villa rustica zu sehen, kann mit der Untersuchung des topgrafischen Umfeldes entgegengetreten werden“.
Die optimale strategische Positionierung für Lichtsignale auf der Hochebene ohne landschaftliche Barrieren spricht zudem für die Lage in Breitenschützing/Schlatt.

### Tergolape in Schwanenstadt?
Die Kartierung der Gräber des bajuwarischen Gräberfeldes lässt erkennen, dass unter der Linzerstraße (Bundesstraße 1) in Schwanenstadt eine Fernstraße lag, die mit der Römerstraße von Ovilava nach Iuvavum gleichgesetzt wird. Dafür spricht die Lage der Befunde von Gebäuderesten unmittelbar an der Römerstraße. Des Weiteren wird gemutmaßt:
So kann nunmehr die römische Straßenstation Tergolape am östlichen Ortseingang von Schwanenstadt angenommen werden.
Für die Gleichung Tergolape = Schwanenstadt lassen sich verschiedene Gründe anführen. Vor allem sind es Funde, die in Schwanenstadt gemacht wurden und die Tatsache, dass in einem größeren Umkreis von Schwanenstadt, in dem aller Wahrscheinlichkeit Tergolape gelegen sein musste, keine derartigen Funde gemacht wurden, die für eine geschlossene römische Ortschaft von der Bedeutung Tergolapes sprechen.
Der Ort Tergolape lag an der Stelle des mittelalterlichen Marktes. Dieser wird 788 als Suanaseo das erste Mal erwähnt und war Mittelpunkt eines karolingischen Gerichtes. Außer Funden von Terra sigillata, Ziegeln, Gefäßscherben u. a. sind noch andere Momente für die Identifizierung Tergolape = Schwanenstadt, maßgebend.
Nicht zuletzt kann aber nunmehr die römische Straßenstation Tergolape endgültig für diesen Bereich am Ortseingang von Schwanenstadt lokalisiert werden.
Zusammenfassend kann man sagen: An Stelle des heutigen Schwanenstadt war zur Römerzeit eine Ansiedlung, die als Straßenknotenpunkt und durch ihre Lage an der Reichsstraße besondere Bedeutung hatte. Der Name Tergolape kann auf Grund der Entfernungsangabe der Tabula nur mit Schwanenstadt in Verbindung gebracht werden; aus dem Namen ergibt sich ferner, dass die römische Ansiedlung eine illyrische und keltische Niederlassung fortsetzte. Römische Funde wurden auch in Oberndorf und Staig, also in unmittelbarer Nähe der Stadt gemacht, doch ist über die Art der Funde nichts bekannt.

### Tergolape – eine Annäherung?
Naheliegend erscheint folgende Vermutung: Schwanenstadt als Wohnort für die Zivilbevölkerung und Breitenschützing/Schlatt als Position für die Poststation Tergolape.

## Ende und Nachwirkungen
Tergolape ereilte, wie alle übrigen Orte des oberen Ufernoricums, das Ende durch plündernde Heruler und Thüringer.
Die wissenschaftliche und vor allem die pseudowissenschaftliche/überlieferte Diskussion zur genauen Positionierung dürfte noch nicht vollständig abgeschlossen sein.
Durch die Gemeinden Schlatt und Schwanenstadt führt entlang des Flusses Ager der Römerradweg. Die Tergolape, als die einzige sichtbare und bedeutungsvolle Ausgrabungsstelle wird jedoch der Bevölkerung nicht zugänglich gemacht. Der Wunsch Bambergers, ein Freilichtmuseum an dieser historisch so bedeutsamen Stelle in Breitenschützing/Schlatt zu errichten, bleibt seit nun beinahe 60 Jahren unerhört. Ganz im Gegenteil. Die Anlage ist überwuchert und wird von Jägern unter anderem zum Ablagern von Gegenständen (Dachplatten, Holzresten, Plastikfässern, Fangzäunen) benutzt.
Der in Schwanenstadt ansässige Briefmarkensammelverein trägt den Namen BSV Tergolape Schwanenstadt.

## Zitierte Literatur
- Christian Aichmayr: Gemeinde Schlatt. Moserbauer, Ried i. I. 2009, ISBN 978-3-902684-06-6.
- Amt der OÖ Landesregierung: Kultur Oberösterreich – Thema Museum/Archäologie. Rudolf Trauner, Linz Juni 2003.
- Anton Bamberger: Tergolape. Österreichischer Landesverlag, Linz 1965.
- Vlasta Tovornik: Das bajuwarische Gräberfeld von Schwanenstadt. Wagner, Innsbruck 2002, ISBN 3-7030-0372-3.
- Gilbert Trathnigg: Die Probegrabung in Breitenschützing. Verlag des Amtes der o.ö. Landesregierung, Linz 1955.